# Tamriel Rebuilt
Tamriel Rebuilt — находящаяся в разработке пользовательская модификация к игре The Elder Scrolls III: Morrowind. Действие Morrowind — игры, выпущенная в 2002 году — происходит в вымышленной провинции Морровинд на материке Тамриэль, но игра предлагала игроку лишь часть этой провинции, остров Вварденфелл; создатели модификации поставили перед собой задачу добавить в игру и материковую часть Морровинда с соответствующим количеством городов, неигровых персонажей и заданий. Создание модификации началось немедленно после выхода игры, и по состоянию на 2025 год модификация всё ещё находится в разработке; разработчики утверждали, что проделали лишь около 50% планируемой работы.

## История проекта
Вварденфелл — территория, первоначально доступная в The Elder Scrolls III: Morrowind — представляет собой сравнительно небольшой остров размером примерно с половину Манхэттена. В игре-предшественнице The Elder Scrolls II: Daggerfall игроку была доступна территория намного больших размеров, но она была заполнена поселениями, персонажами и другими объектами с помощью механизмов процедурной генерации, в то время как остров Вварденфелл в Morrowind представлял собой полностью ручную работу. Согласно возникшей среди поклонников игры легенде, создатели Morrowind первоначально намеревались сделать доступной игроку всю провинцию Морровинд — точно так же, как в более поздней The Elder Scrolls IV: Oblivion присутствовала вся провинция Сиродил — но в силу технических ограничений сократили свои планы до островной части провинции, то есть Вварденфелла. Соответствующим образом, создатели модификации поставили перед собой задачу создать и заполнить поселениями, персонажами и заданиями материковую часть Морровинда, то есть очерченную границами провинции часть материка Тамриэль — обширный подковообразный земельный массив, окружающий Вварденфелл с запада, юга и востока. Чтобы добавленный в игру контент соответствовал самой Morrowind и другим играм серии The Elder Scrolls, они использовали множество первичных источников — книги и другие документы из игр, собранные на фан-сайте Imperial Library, а также материалы, публиковавшиеся на форумах Bethesda еще до выхода оригинальной игры.
Проект затеял на форуме Elder Scrolls Forums некий Ender 14 ноября 2001 года, еще до выхода Morrowind — в то время уже было известно, что доступная игроку территория будет ограничена лишь островом Вварденфелл, но вместе с игрой будет выпущена программа-конструктор для создания модификаций The Elder Scrolls Construction Set. Первоначальная идея Ender состояла в том, чтобы с помощью этого конструктора воссоздать даже не просто остальную часть Морровинда, но весь материк Тамриэль; другие участники форума посчитали идею наивной, но вокруг неё образовалось сообщество моддеров, в итоге ставшее командой разработчиков Tamriel Rebuilt. Ender был не единственным, кто выдвигал подобные идеи, но «выжила» только его задумка. За годы работы над Tamriel Rebuilt поработало более 600 моддеров-энтузиастов, и состав разработчиков многократно сменился — в 2017 году тогдашний главный дизайнер модификации Йоаким Хаймбургер признавался в интервью PC Gamer, что даже не знает точной даты, когда началось создание Tamriel Rebuilt: к этому времени в сообществе разработчиков уже не осталось ни одного из первоначальных создателей. 
В первые годы отдельные моддеры или сообщества работали над раздельными, не связанными друг с другом поселениями или территориями, не желая «наступать друг другу на пятки». Позже сообщество стало более централизованным, в нём начали раздавать задания, следить за стандартами качества и соответствием «лору» — существующему массиву знаний о вселенной The Elder Scrolls. Так, один из первых больших конфликтов в игре возник из-за того, что обособленное сообщество моддеров, работавших над поселением Башня Силград, превратило его в огромный город с архитектурой, характерной для дома Хлаалу, тогда как этот город должен был принадлежать дому Редоран. Другой проблемной локацией оказался город Альмалексия, столица Морровинда — первоначальная версия этого города по какой-то причине содержала множество статуй, не соответствующих ни «лору» вселенной The Elder Scrolls, ни общей визуальной эстетике Morrowind. Хотя в работу над городом уже были вложены тысячи часов труда, в 2011-2013 годах Альмалексия была полностью переработана, а потом полностью переработана ещё раз. Старые примитивные модели, текстуры и анимации, созданные в первые годы работы над модификаций, сильно выделялись на фоне новых, сделанных более опытными разработчиками, так что уже готовый контент приходилось перерабатывать. Разработчики сталкивались с проблемами морального характера — для Morrowind характерны темы рабства и империализма, и контент модификации, который на эти темы создавали в 2000-х годах, мог казаться уже неприемлемым в 2020-х. Модификация создавала и неожиданные технические проблемы для устаревшего движка — игра с ней могла тормозить и на мощных современных компьютерах, так что разработчикам приходилось перерабатывать и оптимизировать модификацию.
В 2000-х годах сообщество создателей Tamriel Rebuilt занималось и сторонними проектами — например, модификацией Hammerfell для The Elder Scrolls IV: Oblivion; этот проект был закрыт в 2009 году из-за нехватки квалифицированных 3D-моделеров. Конфликты между руководителями проекта, основанного на чистом энтузиазме, часто приводили к скандалам и уходам, и в 2016 году он пережил «Великое Самообезглавливание» — из Tamriel Rebuilt ушли почти все ключевые моддеры, так что коллектив разработчиков сократился лишь до пяти человек. Модераторы под псевдонимами Atrayonis и Gnomey взяли на себя руководство пришедшим в упадок проектом, и им удалось наладить работу заново. Во второй половине 2010-х годов сообщество Morrowind пережило новую волну интереса к созданию модификаций, что благотворно сказалось на Tamriel Rebuilt: на место ушедших ветеранов приходила «молодая кровь».
Осенью 2017 года вокруг Tamriel Rebuilt развернулся скандал с платными подписками: на сайте Patreon появилась созданная мошенниками страница Tamriel Rebuilt; настоящим разработчикам пришлось опубликовать заявление, что не имеют к этой странице никакого отношения и не получают с нее никаких денег.
Компания Bethesda — разработчик оригинальной игры — отмечала проект, направляла создателям модификации поздравления с выходом обновлений и публиковала интервью с ними в своём блоге. Большая статья-интервью с администратором проекта была опубликована в австралийском игровом журнале PC PowerPlay.. 
Модификация выпускается фрагментами — отдельными территориями, каждая из которых должна географически стыковаться с выпущенными до неё; таким образом, каждое выпущенное обновление несколько расширяет уже имеющуюся карту Морровинда. На 2008 год таких обновлений было два: Telvannis — территории данмерского Дома Телванни — и Antedilluvian Secrets, добавляющую территории между владениями Телванни и городом Некромом. В последующем выпускались следующие обновления:
- Священный восток (Sacred East) — территория Некрома и поселений Дома Индорил. Доступна бета-версия 1.5 с изменениями для предыдущих релизов.
- Альмалексия (Almalexia) — действующая столица Морровинда и прилегающие города и поместья Великого Дома Индорил.
- Сердцеземье (Heartland) — большая территория, на которой представлены почти все фракции, много торговых городов. Доступна первая альфа-версия.
- Велоти (Véloth) — территории от Баан Маалура на севере до Картура на юге. Эти земли принадлежат Великому Дому Редоран.
- Нарсис (Narsis) — территория столицы Великого Дома Хлаалу, расположенная на берегах верхнего Тира, на юге Морровинда.
- Дрес (Dres) — территории от равнин Дешаан на юге Морровинда и до границ с Чернотопьем.

По состоянию на 2023 год работа над модификацией всё ещё продолжалась; разработчики утверждали, что проделали лишь около 50% планируемой работы. Разработчики шутливо обещали закончить создание модификации в 2090 году и также называли более «оптимистическую» дату — 2035 год.